# The Octagon (Dunedin)
The Octagon ist das einem Achteck gleichende Stadtzentrum von Dunedin auf der Südinsel von Neuseeland.

## Geographie
Das Octagon ist ein rund 8,6 Hektar großes Areal, das das Stadtzentrum der Stadt Dunedin darstellt. Es befindet sich rund 850 m westlich des Otago Harbour und rund 450 m südwestlich eines kleinen Hafenbeckens, das Zugang zum Otago Harbour besitzt. Der New Zealand State Highway 1, der in der Stadt auf zwei einzelnen Straßen aufgeteilt durch die Stadt führt, passiert das Octagon 190 m und 310 m ostsüdöstlich.

## Geschichte
Mitte der 1840er Jahre wurde der Landvermesser und Stadtplaner Charles Henry Kettle von der New Zealand Company beauftragt, das Land am Ende des Otago Harbour zu vermessen und einen Plan für die Straßen einer Stadt in dem Gebiet zu planen. Er entwarf ein achteckiges Gebiet, das von der Straße Moray Place umfasst wurde und im Zentrum ein weiteres achteckiges Areal vor Bebauung geschützt ausgewiesen wurde. Dazwischen sollte das Zentrum der Stadt entstehen.
Der Plan fand nicht nur Freunde und in den folgenden Jahren entbrannten verschiedene Kontroversen um das Areal. Doch nach erfolgter Besiedlung des Gebietes wurde 1854 der Status des Zentrums des Octagon in der Stadt gesetzlich verankert.

“It shall not be lawful to erect any building whatever within or upon the centre area of the Square called Moray Place, delineated on the Record Map of the Town of Dunedin, except a parapet wall and railing, or fence, for enclosing the said area, which shall for ever remain otherwise an open area.”

„Es ist nicht erlaubt, irgendein Gebäude innerhalb oder auf dem zentralen Bereich des Moray Place genannten Platzes, der auf der Karte der Stadt Dunedin eingezeichnet ist, zu errichten, mit Ausnahme einer Brüstungsmauer und eines Geländers oder eines Zauns zur Einfriedung des besagten Bereichs, der ansonsten für immer ein offener Bereich bleiben soll.“